# Gert Jõeäär
Gert Jõeäär (Tallin, Estonia, 9 de julio de 1987) es un ciclista estonio que fue miembro del equipo francés Cofidis desde 2013 hasta 2016.

## Biografía
En 2009 debutó como profesional en el equipo estonio Meridiana-Kalev Chocolate.
En 2010 se recalificó como amateur fichando por el CC Villeneuve Saint-Germain. Fue uno de los mejores amateurs en Francia en 2012. Para la temporada 2013 volvió al profesionalismo de la mano del equipo francés Cofidis.

## Palmarés
2009
- 3.º en el Campeonato de Estonia Contrarreloj

2010 (como amateur)
- 3.º en el Campeonato de Estonia Contrarreloj

2011 (como amateur)
- 1 etapa del Tour de la Mancha
- 1 etapa de la Ronde de l'Oise
- 2.º en el Campeonato de Estonia Contrarreloj

2012 (como amateur)
- 1 etapa del Tour de la Mancha
- 1 etapa de la Ronde de l'Oise
- París-Chauny
- 2.º en el Campeonato de Estonia en Ruta
- Tour de la Mirabelle

2013
- Tour de Estonia, más 1 etapa
- 3.º en el Campeonato de Estonia Contrarreloj

2014
- Tres Días de Flandes Occidental, más 1 etapa
- Campeonato de Estonia Contrarreloj
- 2.º en el Campeonato de Estonia en Ruta

2015
- Campeonato de Estonia Contrarreloj
- Campeonato de Estonia en Ruta

2016
- Campeonato de Estonia Contrarreloj

2017
- 1 etapa del Tour de Estonia
- 2.º en el Campeonato de Estonia Contrarreloj
- Campeonato de Estonia en Ruta

2018
- 2.º en el Campeonato de Estonia en Ruta
- 1 etapa del Baltic Chain Tour

2019
- 3.º en el Campeonato de Estonia en Ruta

2020
- Baltic Chain Tour, más 1 etapa

2022
- 3.º en el Campeonato de Estonia en Ruta